# Melitta Bentz
Amalie Auguste Melitta Bentz, född Liebscher 31 januari 1873 i Dresden, död 29 juni 1950 i Holzhausen an der Porta (Porta Westfalica) var en tysk entreprenör. Hon uppfann 1908 tekniken med bryggning av kaffe med hjälp av ett pappersfilter.
Bentz var en tysk hemmafru som uppfann metoden att brygga kaffe med hjälp av pappersfilter. Hon ville bjuda sin familj på bättre kaffe och borrade därför små hål i botten på en behållare, klippte ut en rund bit läskpapper och placerade den i botten på behållaren. Därefter satte hon behållaren på kaffekannan, lade kaffe i och hällde över kokande vatten. Det blev ett utmärkt resultat och melittafiltret var uppfunnet. Samma år (1908) startade hon tillsammans med maken Hugo Bentz företaget Melitta-Werke Bentz i Dresden.